# 善師野
善師野（ぜんじの）は、愛知県犬山市の地名。

## 地理

### 河川・池沼
- 大洞池

### 交通
- 名鉄広見線善師野駅
- 国道41号
- 愛知県道186号御嵩犬山線
- 愛知県道188号善師野西北野線
- 尾張パークウェイ

### 施設
- 大平山2号墳
- 末松稲荷神社
- 京都大学犬山第2キャンパス
- 椿霊園
- 稲荷社

### 字一覧

#### 大字善師野
- 井口（いぐち）[WEB 4]
- 一ケ洞口（いちがぼらぐち）[WEB 4]
- 岩久保（いわくぼ）[WEB 4]
- 内ケ洞（うちがほら）[WEB 4]
- 梅ノ木（うめのき）[WEB 4]
- 裏田（うらた）[WEB 4]
- 裏山（うらやま）[WEB 4]
- 海老街道（えびかいどう）[WEB 4]
- 大平（おおひら）[WEB 4]
- 大洞（おおぼら）[WEB 4]
- 奥小屋洞（おくこやぼら）[WEB 4]
- 奥下屋（おくしもや）[WEB 4]
- 奥雑木洞（おくぞうきぼら）[WEB 4]
- 奥田洞（おくたぼら）[WEB 4]
- 奥七々重（おくななえ）[WEB 4]
- 奥野手ケ洞（おくのてがぼら）[WEB 4]
- 奥鹿坪（おくひつぼ）[WEB 4]
- 奥平谷（おくひらたに）[WEB 4]
- 奥洞（おくぼら）[WEB 4]
- 小野洞（おのぼら）[WEB 4]
- 柏ノ木（かしのき）[WEB 4]
- カチ地（かちじ）[WEB 4]
- 金神洞（かねかみぼら）[WEB 4]
- 上神ノ木（かみかみのき）[WEB 4]
- 上清水（かみきよみず）[WEB 4]
- 上峠（かみとうげ）[WEB 4]
- 上西屋敷（かみにしやしき）[WEB 4]
- 上紅屋（かみべにや）[WEB 4]
- 上前田（かみまえだ）[WEB 4]
- 上宮下（かみみやした）[WEB 4]
- 上向野（かみむかいの）[WEB 4]
- 北洞（きたぼら）[WEB 4]
- 清水寺洞（きよみずてらぼら）[WEB 4]
- 口小屋洞（くちこやぼら）[WEB 4]
- 口下屋（くちしもや）[WEB 4]
- 口七々重（くちななえ）[WEB 4]
- 口野手ケ洞（くちのてがぼら）[WEB 4]
- 口鹿坪（くちひつぼ）[WEB 4]
- 口平谷（くちひらたに）[WEB 4]
- 畔洞（くろぼら）[WEB 4]
- 小戸（こど）[WEB 4]
- 小橋（こばし）[WEB 4]
- 郷戸（ごうど）[WEB 4]
- 五反田（ごたんだ）[WEB 4]
- 三軒寺（さんけんでら）[WEB 4]
- 下清水（しもきよみず）[WEB 4]
- 下雑木洞（しもぞうきぼら）[WEB 4]
- 下田口（しもたぐち）[WEB 4]
- 下田洞（しもたぼら）[WEB 4]
- 下峠（しもとうげ）[WEB 4]
- 下ノ奥（しものおく）[WEB 4]
- 下鹿坪（しもひつぼ）[WEB 4]
- 下紅屋（しもべにや）[WEB 4]
- 下前田（しもまえだ）[WEB 4]
- 下向野（しもむかいの）[WEB 4]
- 庄洞（しようぼら）[WEB 4]
- 隅田（すみだ）[WEB 4]
- 雑志田（ぞうしだ）[WEB 4]
- 田口大洞（たぐちおおぼら）[WEB 4]
- 田口峠下（たぐちとうげした）[WEB 4]
- 田口二ノ洞口（たぐちにのぼらぐち）[WEB 4]
- 竹ノ街道（たけのかいどう）[WEB 4]
- 大門下（だいもんした）[WEB 4]
- 堤面（つつみおもて）[WEB 4]
- 寺洞屋敷（てらぼらやしき）[WEB 4]
- 塔ノ栗（とうのくり）[WEB 4]
- 堂ケ洞（どうがぼら）[WEB 4]
- 中清水（なかきよみず）[WEB 4]
- 中下屋（なかしもや）[WEB 4]
- 中田（なかだ）[WEB 4]
- 中鹿坪（なかひつぼ）[WEB 4]
- 中平谷（なかひらたに）[WEB 4]
- 中屋敷（なかやしき）[WEB 4]
- 西ケ洞（にしがぼら）[WEB 4]
- 西ノ野（にしのの）[WEB 4]
- 西屋敷（にしやしき）[WEB 4]
- 野出洞（のでぼら）[WEB 4]
- 野原（のはら）[WEB 4]
- 橋本（はしもと）[WEB 4]
- 東上屋敷（ひがしかみやしき）[WEB 4]
- 東下屋敷（ひがししもやしき）[WEB 4]
- 東野原（ひがしのはら）[WEB 4]
- 伏屋（ふしや）[WEB 4]
- 伏屋宮下（ふしやみやした）[WEB 4]
- 細洞（ほそぼら）[WEB 4]
- 前田（まえだ）[WEB 4]
- 曲り（まがり）[WEB 4]
- 馬瀬口（ませぐち）[WEB 4]
- 真土（まつち）[WEB 4]
- 宮下（みやした）[WEB 4]
- 宮蔵洞（みやぞうぼら）[WEB 4]
- 向田（むかえだ）[WEB 4]
- 村街道（むらかいどう）[WEB 4]
- 山ノ神洞（やまのかみぼら）[WEB 4]
- 横枕（よこまくら）[WEB 4]
- 六郎洞（ろくろうぼら）[WEB 4]

## 歴史

### 沿革
- 江戸時代 - 尾張国丹羽郡善師野村として所在[1]。当初は尾張藩領小牧代官所支配[1]。
- 1868年（明治元年） - 犬山藩領となる[1]。
- 1872年（明治5年） - この年の記録（「可児町史」資料編所収の明治5年村鑑）に美濃国可児郡善師野村の名前があることから、一部が美濃国に編入されていたものとみられる[1]。
- 1889年（明治22年） - 丹羽郡善師野村大字善師野となる[1]。
- 1906年（明治39年） - 丹羽郡城東村大字善師野となる[1]。
- 1954年（昭和29年） - 犬山市大字善師野となる[1]。

### WEB
1. ↑  “読み仮名データの促音・拗音を小書きで表記するもの(zip形式) 愛知県” (zip).   日本郵便 (2024年2月29日). 2024年3月26日閲覧。
2. ↑  “市外局番の一覧” (PDF).   総務省 (2022年3月1日). 2022年3月22日閲覧。
3. ↑  “ナンバープレートについて”.   一般社団法人愛知県自動車会議所. 2024年1月21日閲覧。
4. 1 2 3 4 5 6 7 8 9 10 11 12 13 14 15 16 17 18 19 20 21 22 23 24 25 26 27 28 29 30 31 32 33 34 35 36 37 38 39 40 41 42 43 44 45 46 47 48 49 50 51 52 53 54 55 56 57 58 59 60 61 62 63 64 65 66 67 68 69 70 71 72 73 74 75 76 77 78 79 80 81 82 83 84 85 86 87 88 89 90 91 92 93 94 95 96  “愛知県犬山市善師野（大字）の住所一覧”.   ゼンリン. 2025年7月25日閲覧。

### 書籍
1. 1 2 3 4 5 6 7  「角川日本地名大辞典」編纂委員会 1989, p. 747.